# Józef Stogowski
Józef Stogowski, né le 27 novembre 1899 à Toruń et mort le 14 mai 1940 dans la même ville, est un joueur polonais de hockey sur glace.  

## Biographie

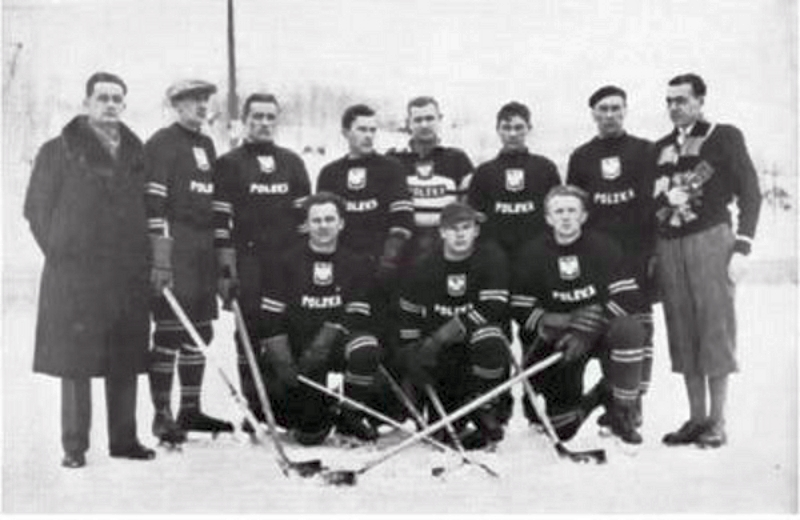
Équipe polonaise aux JO de 1932.

Il participe aux épreuves de Hockey sur glace aux Jeux olympiques de 1928, 1932, et de 1936. Il est le porte-drapeau de la délégation polonaise en 1932.